# مجلس شورى المجاهدين في القدس
مجلس شورى المجاهدين في محيط القدس أو مجلس شورى المجاهدين في أكناف بيت المقدس هي جماعة سلفية جهادية تنشط في قطاع غزة وشبه جزيرة سيناء المصرية، كانت تابعة لتنظيم القاعدة حتي 2014 ثم بايعت تنظيم الدولة الإسلامية، تم تشكيل المجلس في عام 2011م من قبل الجهادي هشام السعدني (واسمه الحركي أبو الوليد المقدسي) لتنسيق أنشطة الجماعات السلفية الجهادية العاملة في غزة حتى قبل الثورة المصرية عام 2011م وقد نفذت هجمات ضد المدنيين في إسرائيل وتصف المجموعة الجهاد ضد اليهود بأنه واجب ديني للتقرب إلي الله. هشام السعدني كان قائد أيضا لجماعة جحافل التوحيد والجهاد في فلسطين، قُتل في غارة جوية إسرائيلية على غزة في 14 أكتوبر 2012. المجموعة بايعت تنظيم القاعدة في سيناء اعتبارًا من أغسطس 2012.
إحدى هذه المجموعات الفرعية هي جحافل التوحيد والجهاد في فلسطين التي تشكلت في 6 نوفمبر 2008 وهي مرتبطة أيضًا بالقاعدة. في عام 2011، قاد هشام السعدني مجموعة فرعية أخرى هي أنصار السنة، التي تحملت المسؤولية عن عدة هجمات صاروخية ضد إسرائيل، بما في ذلك هجوم صاروخي في مارس 2010 أسفر عن مقتل عامل تايلاندي في إسرائيل. في أعقاب هجوم مارس 2010، ذكرت صحيفة هآرتس أن الجماعة «على ما يبدو مرتبطة بجند أنصار الله»، وهي جماعة جهادية أخرى تعمل في غزة.

## الهجمات

### 18 مارس 2010
أطلقت الجماعة صاروخا على إسرائيل أسفر عن مقتل عامل من تايلاند، وأعلنت الجماعة في وقت لاحق مسؤوليتها عن الهجوم.

### 18 يونيو 2012
أعلنت المجموعة مسؤوليتها عن هجوم عبر الحدود في إسرائيل في 18 يونيو 2012، عندما فجر مهاجمون عبوة ناسفة بالقرب من الحدود المصرية الإسرائيلية وفتحوا النار على مركبات تقل عمال بناء. قُتل المواطن الإسرائيلي سعيد فشافشة، 35 عامًا، عربي من سكان حيفا ومتزوج وأب لأربعة أطفال، بالإضافة إلى مخرّبين اثنين على الأقل.
وقالت الجماعة في مقطع فيديو إن الهجوم كان انتقامًا لأسامة بن لادن ولمن وصفتهم بالجهاديين السوريين. وذكرت أنها تخوض الجهاد «لتكون لبنة في المشروع العالمي الهادف إلى عودة الخلافة الراشدة وإرساء الشريعة الخالصة». وعرفت قادة الهجوم على أنهم المواطن المصري خالد صلاح عبد الهادي جاد الله (المعروف أيضًا باسم أبو صلاح المصري) والمواطن السعودي عدي صالح عبد الله الفضيلي الهذلي (المعروف أيضًا باسم أبو حذيفة الهذلي).
وفي بيان فيديو لاحق صدر في يوليو وصفت الجماعة الهجوم بأنه «هدية لإخواننا في قاعدة الجهاد والشيخ الظواهري» وانتقاماً لمقتل أسامة بن لادن.

### 26 أغسطس 2012
أطلقت المجموعة ثلاثة صواريخ على مدينة سديروت الإسرائيلية في 26 أغسطس 2012. وأدى أحد الصواريخ إلى إلحاق أضرار بمبنى في منطقة صناعية بالقرب من المدينة. وأصيب شخص بجروح طفيفة فيما عولج الثاني من رد فعل توتر حاد.

### رد الجيش الإسرائيلي
في 7 أكتوبر 2012، نفذ الجيش الإسرائيلي ووكالة الأمن الإسرائيلية غارة جوية في جنوب قطاع غزة استهدفت طلعت خليل محمد الجربي الذي قال الجيش الإسرائيلي إنه شارك في التخطيط والتنفيذ في 18 يونيو اعتداء وأنشطة إرهابية أخرى في قطاع غزة. كما استهدفت الغارة الجوية عبد الله محمد حسن مقاوي، الذي قيل إنه عضو في الجماعة.
في 14 أكتوبر 2012، قُتل السعدني أثناء ركوبه على دراجة نارية في غارة جوية إسرائيلية. وقالت إسرائيل إنها كانت ترد على هجوم صاروخي على جنوب إسرائيل في وقت سابق.

### 21 مارس 2013
في حوالي الساعة 7:15 من صباح يوم 21 مارس 2013 في اليوم الثاني من زيارة الرئيس الأمريكي باراك أوباما لإسرائيل أطلقت المجموعة أربعة صواريخ من بيت حانون في سديروت، مما أثار إنذارات في المجتمعات المحلية وأجبر السكان على التوجه إلى العمل أو مدرسة للركض إلى الملاجئ. أصاب أحد الصواريخ الفناء الخلفي لمنزل في المدينة، مما أدى إلى تناثر الشظايا في الجدران وتحطيم النوافذ. سقطت قذيفة ثانية في منطقة مفتوحة داخل المجلس الإقليمي شاعر هنيغف المحيط وسقط الصاروخان المتبقيان داخل قطاع غزة. ولم ترد انباء عن وقوع اصابات.
وأعلنت الجماعة مسؤوليتها عن الهجوم، قائلة إنه كان يهدف إلى إظهار أن الدفاعات الجوية الإسرائيلية لا يمكنها وقف الهجمات على الدولة اليهودية.

### قمع حماس
في يوليو 2013، شنت حماس حملة قمع على أنشطة لجان المقاومة الشعبية ولجان المجلس الأعلى في غزة، واعتقلت عددًا من أعضائها.